# Монокль

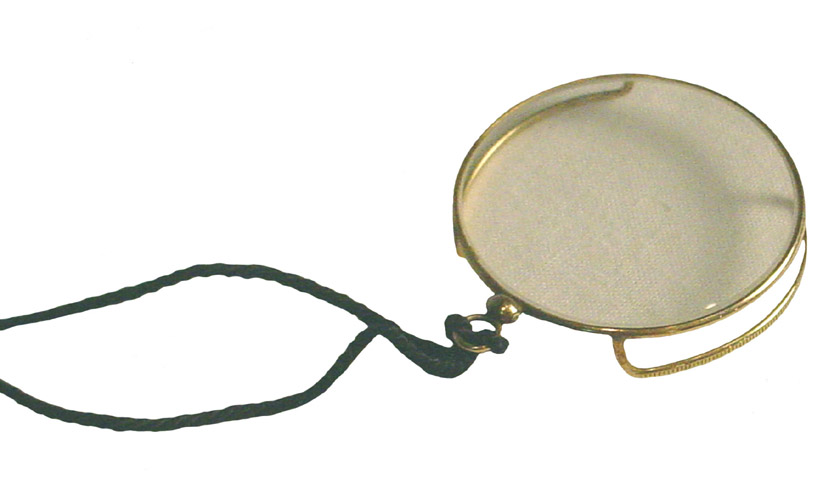
Позолоченный монокль с галереей начала XX века

Моно́кль (от фр. mоnосle ← позднелат. monoculus ← греч. μόνος — «один» и лат. oculus — «глаз») — один из видов оптических приборов для коррекции или улучшения зрения. Состоит из линзы, как правило, с оправой, к которой может быть прикреплена цепочка для закрепления на одежде, во избежание потери монокля.

## История

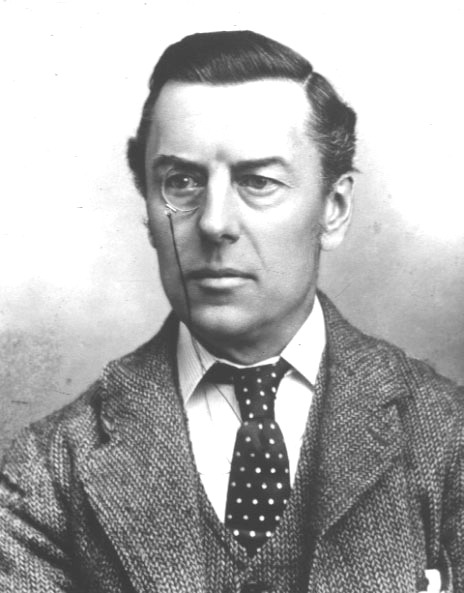
Британский политик Джозеф Чемберлен

### Появление
Монокль как оптический прибор был изобретён в XIV веке. Первоначально он представлял собой линзу, закреплённую на длинной ручке, которая держалась над текстом либо перед глазами. В XVI веке ручка монокля потеряла свою функцию, поскольку получило распространение зажатие монокля с помощью мышц лица.

### Вхождение в моду
Как популярный оптический аксессуар монокль вошёл в повсеместную моду одновременно с пенсне во второй половине XIX века и являлся массовым предметом ношения на лице до Первой мировой войны. Монокль, как правило, носился мужчинами и особую популярность имел среди гвардейских офицеров, особенно немецких.
Монокли получили максимально широкое распространение, как отмечают исследователи, в Германской и Российской империях. Но, при этом, во время Первой мировой войны в Российской империи монокль вышел из моды и повсеместного употребления. Причинами этого считаются патриотические соображения, русские отказывались от использования монокля для демонстрации различия с «воинственными тевтонами», которые более «страстно» относились к моноклю и не спешили от него отказываться в годы войны. В прессе Российской империи того периода представитель вражеской армии — «пруссак в остроконечной каске и с моноклем» часто изображался в карикатурном образе.

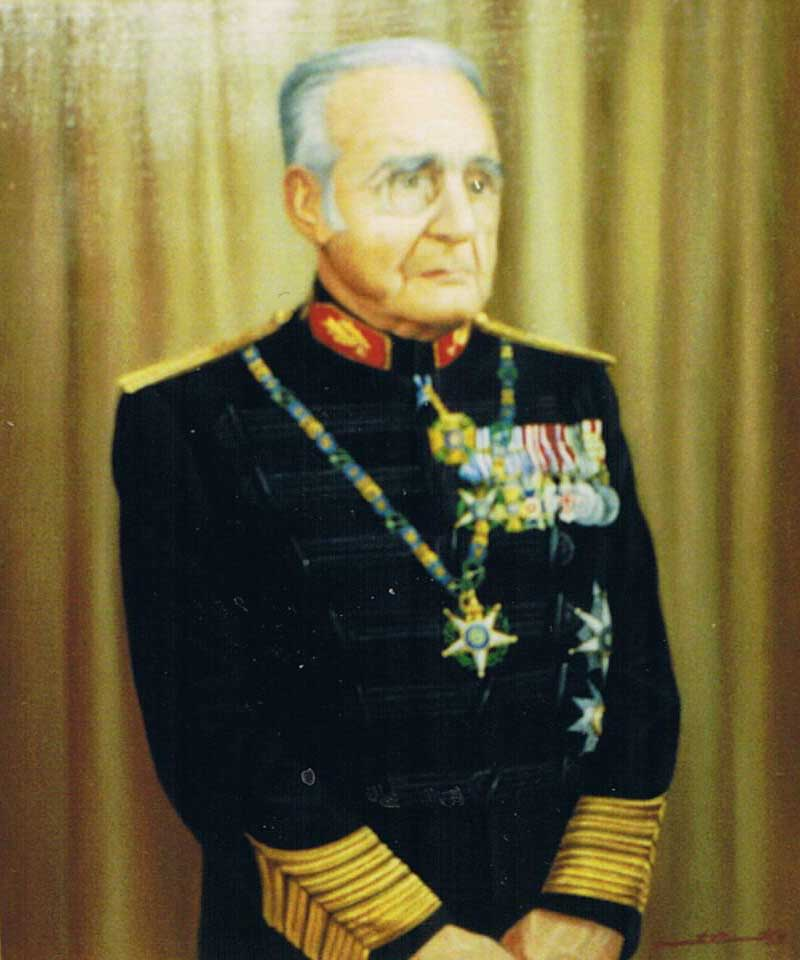
Генерал Антониу ди Спинола, президент Португалии

### Исчезновение
Среди последних любителей монокля в РСФСР отмечают писателя М. А. Булгакова. Уже в советский период, после получения первого писательского гонорара за публикацию в газете «Гудок», М. А. Булгаков приобрёл на «толкучке» монокль и сфотографировался с ним. Впоследствии он любил раздавать эту фотографию друзьям и знакомым. Существует предположение, что для М. А. Булгакова монокль стал «эпатирующим символом буржуазности», признаком скрытой оппозиционности советскому строю.
Монокль иногда ассоциируется как один из «изящных» символов жизни Европы конца XIX — начала XX веков.

## Конструкция
Монокль представляет собой одиночную оптическую линзу в тонкой оправе, которому часто сопутствует шнурок или цепочка. Шнурок крепится на лацкане или на пуговице пиджака.

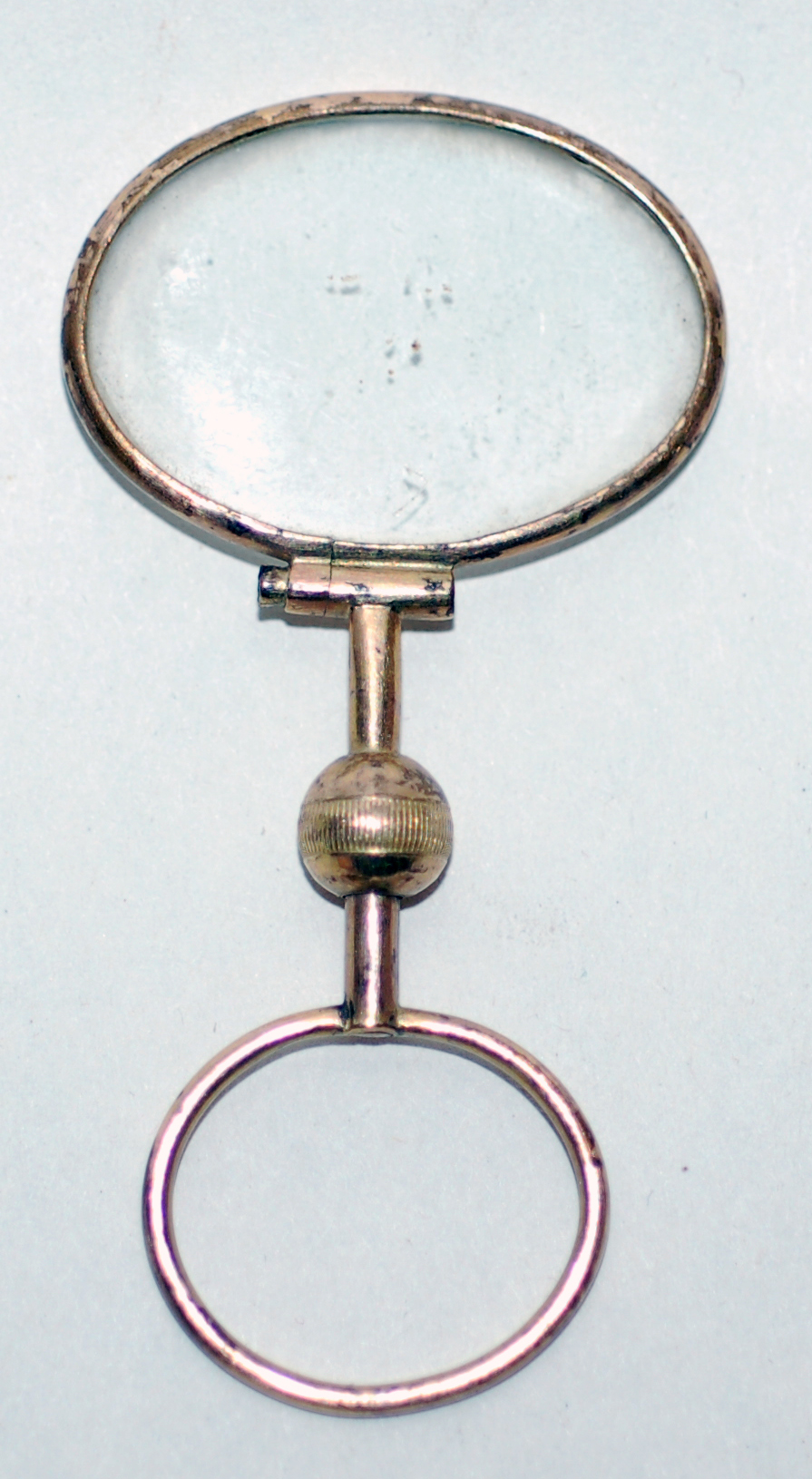
Позолоченный монокль для викторины XIX века

## Способы ношения
Монокль в неиспользуемом виде носился в жилетном кармане. Для использования он вставлялся в глазную впадину и зажимался между бровью и щекой. Отмечается, что «перекошенное из-за мускульных усилий лицо приобретало совершенно особенное, брезгливо-высокомерное выражение». Пишется, что такая снобистская «мина», если, к тому же, у её обладателя был хорошо выбрит подбородок, волосы были уложены в идеальный пробор, использовалась манишка, а к галстуку была приколота булавка с драгоценными камнями, стала причиной утверждения носителя монокля в карикатурном образе надменного аристократичного человека. Вставление монокля в глазную впадину и быстрое его сбрасывание оттуда превратилось в вид светской акробатики с претензией на шик.